# Instituto de Investigaciones Económicas
El Instituto de Investigaciones Económicas (IIEc, por su acrónimo) es una entidad académica de la Universidad Nacional Autónoma de México (UNAM) dedicada a la investigación de los problemas y fenómenos económicos de México y del mundo.

## Historia
En noviembre de 1940 el entonces director de la Escuela Nacional de Economía de la UNAM, Jesús Silva Herzog, fundó el Instituto de Investigaciones Económicas (IIEc), como parte de la propia Escuela. Los dos departamentos que lo conformaban —Laboratorios e Investigaciones— tenían la finalidad de proporcionar un espacio para que los alumnos de los cursos superiores de la licenciatura en Economía realizaran prácticas e investigaciones que complementaran su preparación.
Durante 27 años el IIEc perteneció formalmente a la Escuela Nacional de Economía y, con ese carácter, sus integrantes participaban en las labores sustantivas de la Escuela, sobre todo en la docencia. En septiembre de 1967, a solicitud de los investigadores Alonso Aguilar Monteverde, Ángel Bassols Batalla, Fernando Carmona de la Peña, José Luis Ceceña Gámez, Gloria González Salazar y Ricardo Torres Gaytán, el Consejo Universitario autorizó la separación y autonomía del Instituto con respecto a la Escuela Nacional de Economía. En febrero de 1968 empieza la vida independiente del Instituto con el objetivo principal de realizar investigaciones teóricas y aplicadas —globales y sectoriales—, de preferencia sobre la problemática del desarrollo socioeconómico de México. El 14 de ese mismo mes, la Junta de Gobierno designa a Fernando Carmona de la Peña como primer director del Instituto de Investigaciones Económicas.
Durante sus primeros 10 años, el Instituto de Investigaciones Económicas estuvo instalado en las oficinas del primer piso del Centro de Cálculo Electrónico de la UNAM (hoy Instituto de Investigaciones en Matemáticas Aplicadas y en Sistemas). En 1977 se trasladó a la Torre II de Humanidades donde ocupó los pisos 1, 2, 3 y 5. Permaneció en la Torre  hasta 2007 cuando se concluyó el edificio propio en la Ciudad de la Investigación en Humanidades en la zona sur de la Ciudad Universitaria.
El Instituto se ha caracterizado por realizar investigaciones desde una perspectiva crítica, alrededor de una visión del desarrollo económico en la búsqueda del bienestar de los sectores sociales más desfavorecidos, contribuyendo al análisis teórico y empírico de los problemas económicos torales, nacionales y mundiales.
| Directores                  | Periodo                 |
| --------------------------- | ----------------------- |
| Miguel Othón de Mendizábal  | 1940 - 1943             |
| Hugo Rangel Couto           | 1943 - 1946             |
| José Attolini Aguirre       | 1947 - 1950             |
| Ricardo Torres Gaytán       | 1950 - 1952             |
| Diego G. López Rosado       | 1953 - 1961 1966 - 1967 |
| Fernando Carmona de la Peña | 1968 - 1974             |
| Arturo Bonilla Sánchez      | 1974 - 1980             |
| José Luis Ceceña Gámez      | 1980 - 1986             |
| Fausto Burgueño Lomelí      | 1986 - 1990             |
| Benito Rey Romay            | 1990 - 1994             |
| Alicia Girón González       | 1994 - 2002             |
| Jorge Basave Kunhardt       | 2002 - 2010             |
| Verónica Villarespe Reyes   | 2010 - 2018             |
| Armando Sánchez Vargas      | 2018 -                  |

## Organización

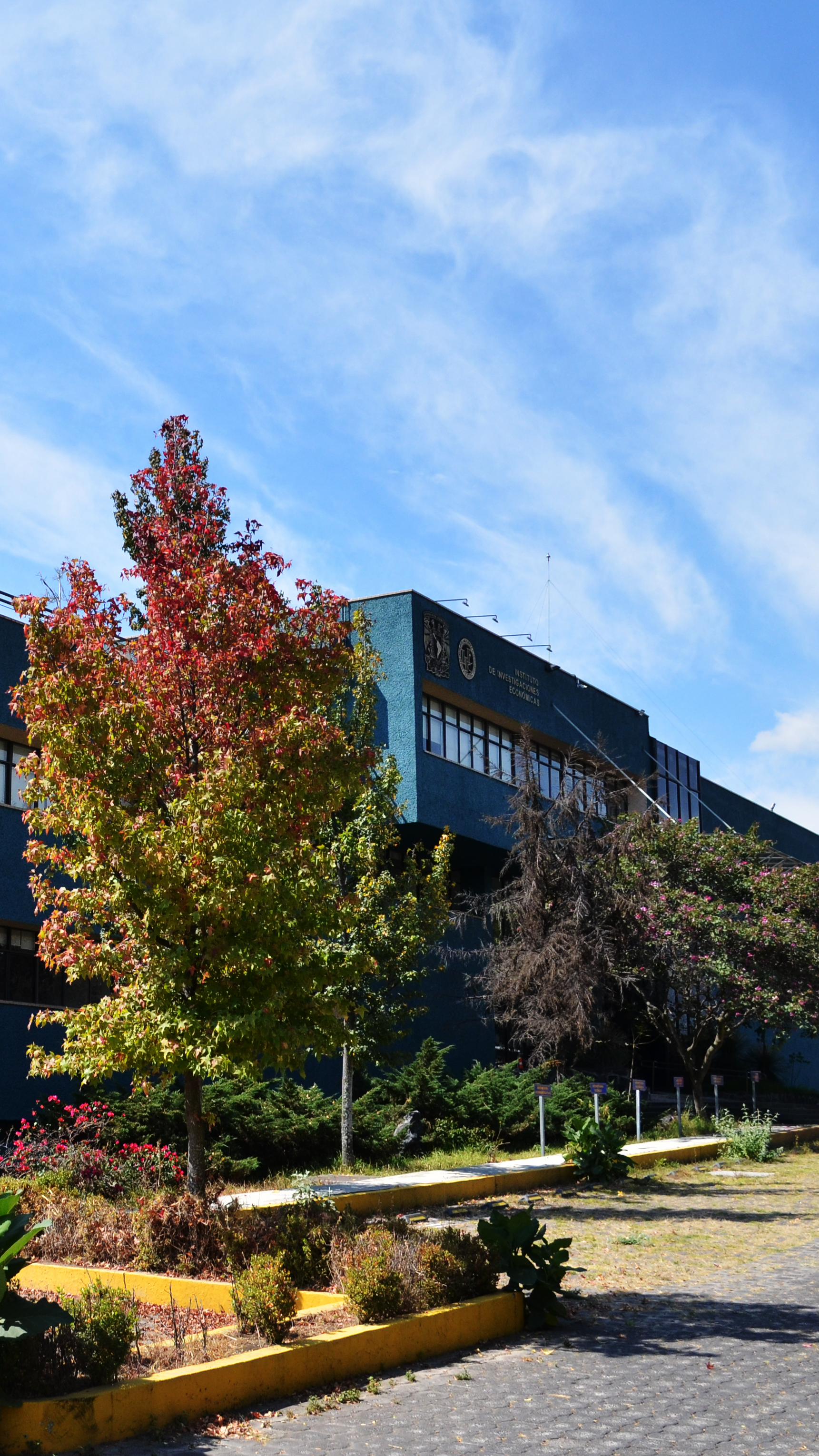
Fachada del Instituto de Investigaciones Económicas de la Universidad Nacional Autónoma de México.

A lo largo de su historia, el IIEc ha crecido, diversificado su labor académica y multiplicado sus temáticas de investigación. Desde 2022 se organiza en 18 unidades de investigación:
- Desarrollo y Políticas Públicas
- Economía Aplicada
- Economía de la Educación, la Ciencia y la Tecnología
- Economía del Conocimiento y Desarrollo
- Economía digital y de la Inteligencia Artificial
- Economía del Sector Agroalimentario
- Economía del Sector Energético
- Economía del Sector Primario
- Economía del Trabajo y la Tecnología
- Economía Fiscal y Financiera
- Economía Industrial
- Economía Mundial
- Economía Política del Desarrollo
- Economía y Medio Ambiente
- Economía Urbana y Regional
- Estudios Hacendarios y del Sector Público
- Historia Económica
- Economía Matemática y Modelos Computacionales
- Economía de la Salud

## Unidades de trabajo
- Coordinación de Análisis Macroeconométrico Prospectivo (CAMP)
- Observatorio Económico Latinoamericano (OBELA)
- Observatorio Latinoamericano de Geopolítica (OLAG)
- Grupos de investigación de Seguridad alimentaria y crecimiento económico
- Grupo de investigación de Pobreza y distribución del ingreso

## Publicaciones periódicas
- Problemas del Desarrollo. Revista Latinoamericana de Economía[4]
- Boletín Momento Económico[5]
- Boletín Coyuntura Económica[6]

## Docencia
Participa en los programas de posgrado en Economía, en Estudios Latinoamericanos y, en Ciencias de la Sostenibilidad. Los tres programas de posgrado, en los niveles de maestría y doctorado. Además, es una de las sedes académicas del Programa de Posgrado en Economía de la UNAM, en el cual se imparten cursos básicos y especializados.

## Reconocimientos que se otorgan en el Instituto
1. Premio Anual de Investigación Económica Maestro Jesús Silva Herzog.
2. Premio Anual Dr. Ernest Feder
3. Premio Internacional de Investigación en Desarrollo Económico Juan F. Noyola, en conjunto con la CEPAL.
4. Reconocimiento Maestro José Luis Ceceña Gámez.
5. Cátedra Ricardo Torres Gaitán, con la cual se tiene intercambios y colaboraciones con distinguidos y renombrados profesores e investigadores nacionales e internacionales

## Campus
Durante sus primeros 10 años, el Instituto de Investigaciones Económicas estuvo instalado en las oficinas del primer piso del Centro de Cálculo Electrónico de la UNAM (hoy Instituto de Investigaciones en Matemáticas Aplicadas y en Sistemas). En 1977 se trasladó a la Torre II de Humanidades donde ocupó los pisos 1, 2, 3 y 5. Permaneció en la Torre por 30 años, hasta 2007 cuando se terminó de construir su edificio propio en la Ciudad de la Investigación en Humanidades en la zona sur de la Ciudad Universitaria. 
Las instalaciones actuales  del IIEc se encuentran en el campus de Ciudad Universitaria, Circuito Mario de la Cueva, Ciudad de la Investigación en Humanidades, Ciudad de México.